# Sociolingüística variacionista
La sociolingüística variacionista és la branca de la Sociolingüística que té com a objecte d’estudi l'evolució de l'estructura de la parla en una determinada comunitat lingüística. Estudia, doncs, la variabilitat intrínseca de la llengua quan es produeix un acte de parla entre els diferents membres de la comunitat, entre diferents parlants, però també en els parlants individuals. De fet, les principals aportacions que ha fet consisteixen en descriure les regles socials i lingüístiques de l’ús de la llengua i explicar els mecanismes que expliquen el canvi lingüístic. 
Aquesta disciplina també es coneix com a Variacionisme Lingüístic, Sociolingüística Correlacional, Sociolingüística Estricta o Sociolingüística Laboviana.

## Precedents
L'estudi de la variació de les llengües ja existia molt abans de William Labov, que és possiblement un dels lingüistes més importants de la història. De fet, amb la publicació el 1916 de l’obra Cours de linguistique Générale de Ferdinand de Saussure neix la lingüística estructural com a disciplina científica. Aquest fet assenta les bases teòriques de la sociolingüística variacionista. Tanmateix, en el segle xix, els neogramàtics estudiaven, de manera diacrònica i comparativa, la transformació de les llengües a través del temps i la manera com les formes lingüístiques evolucionaven d’una manera sistemàtica i regular. Els dialectòlegs, a més, es feien ressò de la variació de les parles en diferents territoris de manera sincrònica i territorial. De fet, la dialectologia tradicional nord-americana després de la Segona Guerra Mundial pren atenció a la variació en el parlar de la població de les grans ciutats dels Estats Units.
Aquesta dialectologia urbana influeix decisivament en el treball del lingüista nord-americà William Labov, que aplicà mètodes sociològics per a l'estudi de diferents aspectes de les parles urbanes americanes. Per aquesta raó hom considera Labov com el pare de la sociolingüística variacionista i, per això, se l’anomena també sociolingüística laboviana.
Els primers treballs de Labov en aquest camp foren la seua tesina sobre la diferenciació dels diftongs /ay/ i /aw/ en la parla de l’illa de Martha's Vineyard (1963) i la seua tesi sobre la pronunciació del fonema /R/ en tres grans magatzems de Nova York (1966) freqüentats per tres classes socials diferents. En aquests estudis ja es veu la variació en la pronunciació segons la vinculació amb l’illa en el primer cas i segons la classe social en el segon.
L’obra que estableix el marc teòric del variacionisme és l’article “Empirical Foundations for a theory of language change”, signat conjuntament per Labov, Ulrich Weinreich i Michael Herzog. A partir d’aquí la sociolingüística variacionista nascuda als Estats Units s’estén a la Gran Bretanya amb els treballs de Trudgill (1974) sobre la pronunciació del sufix –ing a Norwich, i l'estudi de Milroy (1980) sobre l’anglès de Belfast, i a altres territoris i llengües no angleses, com l'estudi de l’alternança entre être i avoir en el francès de Mont-real de Sankoff i Laberge (1978).
En l’actualitat destaca la celebració dels congressos que es fan entorn d’aquesta qüestió anomenats New Ways of Analyzing Variation, el darrer dels quals ha estat celebrat a Pittsburgh el passat octubre de 2013 i l'edició de la revista especialitzada en la qüestió que és Language Variation and Change editada pel Labov des del 1989.

## Conceptes
La sociolingüística variacionista parteix d’algunes premisses importants: 
En primer lloc, la dicotomia entre llengua i parla és evident i objecte d’estudi per part dels sociolingüistes de la variació. Per a Saussure, l’objecte d’estudi de la lingüística és la llengua, doncs és el sistema gramatical que existeix virtualment al nostre cervell. Ara bé, és Labov qui s’interessa per la parla, que són les expressions concretes produïdes pels parlants en situacions reals, i és capaç de sistematitzar-la i estructurar-la.
La sociolingüística varacionista té en consideració els estudis sincrònics i diacrònics i inclou dins el seu camp d’estudi la variació i el canvi lingüístic. Això vol dir que allò que interessa al variacionisme és prendre una sèrie de fenòmens lingüístics anomenats variables lingüístiques i mesurar l’associació d’aquests trets distintius amb uns paràmetres socials com l'edat, la classe social o el sexe, coneguts com a variables socials o no lingüístiques.
Labov afirma que el llenguatge és variable inherentment. Per aquest motiu, inclou el terme variable (socio)lingüística en el seu treball. Aquesta és un tret lingüístic que es presenta en diferents variants o realitzacions semànticament iguals, però diferents des del punt de vista social o estilístic. Conèixer la competència comunicativa dels informants és molt important per obtenir uns resultats adequats a la realitat heterogènia de les comunitats lingüístiques. Sobretot alguns grups socials coneixen el llenguatge més apropiat en diferents situacions socials i canvien el seu registre adequant-lo a aquestes variables. En els casos en què no es dona aquesta competència ens trobem amb un fenomen anomenat inseguretat lingüística que, per exemple, Labov va observar en el seu estudi de la parla de Nova York (1966) que les classes baixes aproximaven la seva parla formal a la parla informal de les classes altes, però en el cas de les classes mitjanes es donava un cas d’hipercorrecció, en què s’exageraven els trets de la classe superior, que actuava com a referent.
A més, la sociolingüística variacionista parteix de la premissa que la comunitat de parla és heterogènia. De fet, fins al moment, només s’havien fet estudis prenent com a punt de partida l’idiolecte d’un parlant, ja que les variacions es consideraven comunes a tota la comunitat de parla. Així doncs, la comunitat de parla és un concepte molt important perquè implica un conjunt de parlants que comparteixen un repertori verbal però que no utilitzen les mateixes formes lingüístiques.

## La Sociolingüística Variacionista als països de llengua catalana
La Sociolingüística Catalana s’ha centrat des dels seus inicis en qüestions pròpies de la sociologia de la llengua, tals com el coneixement, l’ús o les actituds lingüístiques. En canvi, els estudis de tipus variacionista no han aparegut fins temps més recents i gràcies a l’impuls de dos investigadors, Francisco Gimeno a la Universitat d'Alacant i Maria Teresa Turell a la Universitat Pompeu Fabra.
El gruix dels estudis en la nostra llengua s'han centrat en la recerca de fenòmens variables que, a diferència dels anglòfons, no se centren en fenòmens lingüístics de les grans ciutats, sinó en poblacions relativament petites de l’àrea occidental de la llengua.